# Hörselsnäckan

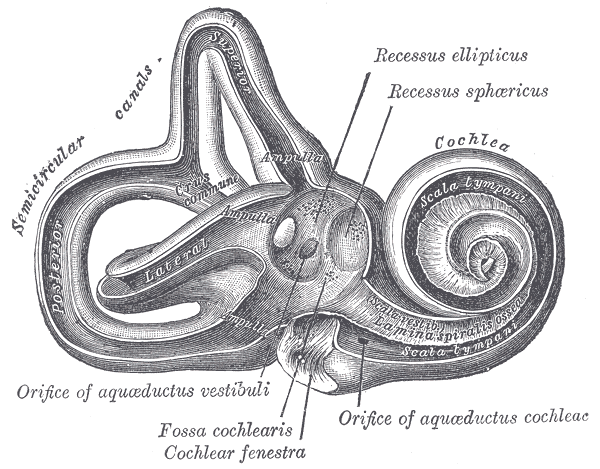

Hörselsnäckan (cochlean) och båggångarna bildar tillsammans innerörat. Snäckan består av tre vätskefyllda gångar – scala vestibuli, scala tympani och scala media. Mellan gångarna sitter basilarmembranet där hörselhåren sitter. När ljudvågorna fortplantar sig in i hörselsnäckan sätts basilarmembranet i rörelse. Basilarmembranet är utformat så att olika frekvenser vibrerar starkast på olika platser, varför olika hörselhår retas och sänder iväg nervimpulser. Även signalens amplitud registreras och signalen skickas vidare till hörselcentrum i hjärnan via hörselnerven. Alltså sker den primära frekvensuppdelningen i hörselsnäckan.
Hörselsnäckan är den svagaste delen i hörselsystemet. De vanligaste typerna av hörselnedsättning och hörselskada uppkommer i hörselsnäckan genom att hörselhåren på vissa platser skadas av höga ljudnivåer eller ålder. När hörselhår saknas kan frekvenserna de representerar inte registreras. Denna typ av hörselskada kallas nervfel.
Ljud leds från stigbygeln till hörselsnäckans gångar via ovala fönstret, och leds ut till mellanörat.